# Vigeland (Agder)
Vigeland est une localité du comté d'Agder, en Norvège.
Administrativement, Vigeland fait partie de la kommune de Lindesnes.
Vigeland était le centre administratif de l'ancienne commune de Lindesnes (1964-2019).
Gustav et son frère Emanuel Vigeland, ont habité à Vigeland dans leur jeune âge. Des œuvres des deux frères se trouvent au musée Lindesnes Bygdemuseum.

## Église de Valle

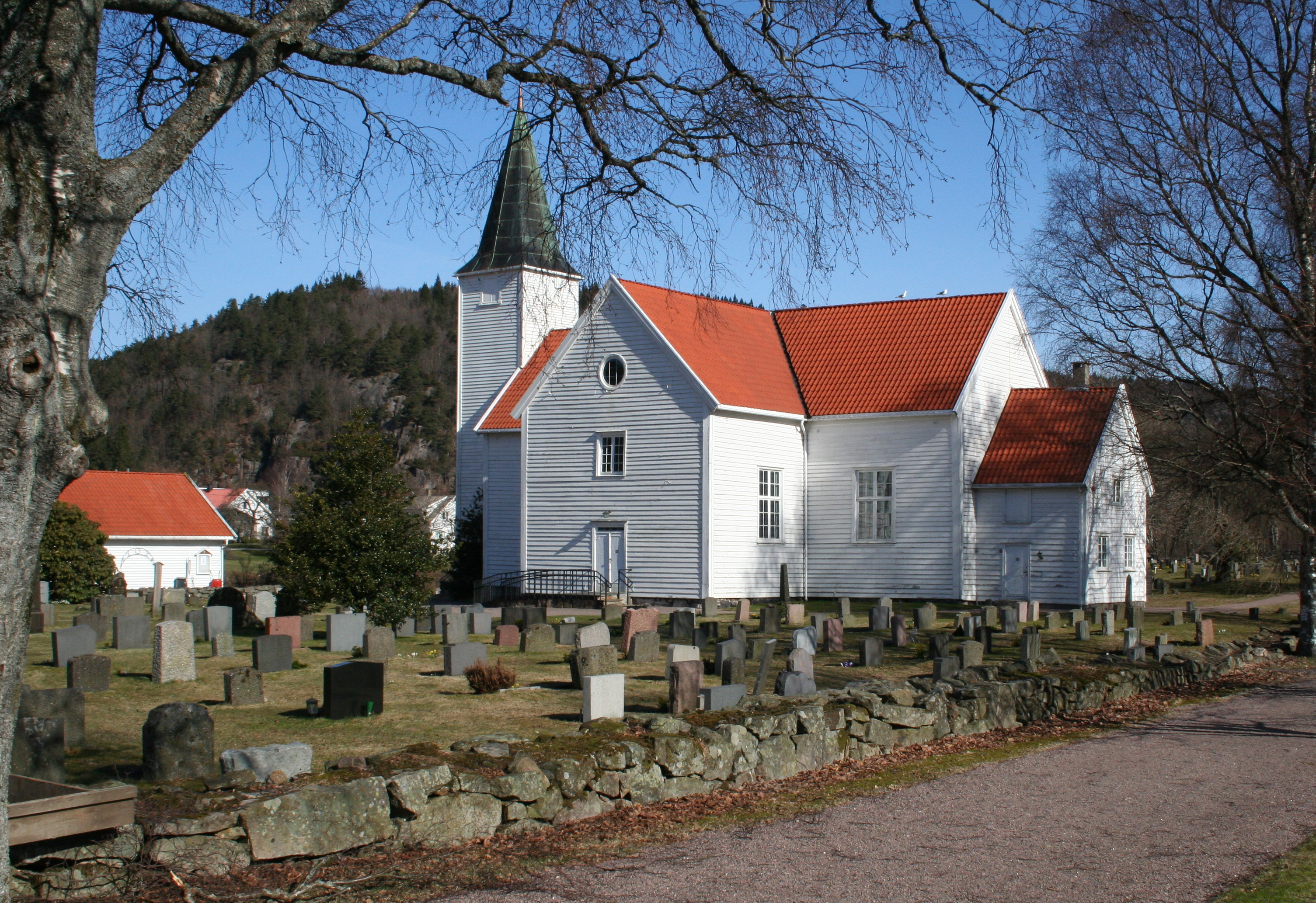
L'église de Valle.

On sait de manière documentée qu'il y avait une église à Valle en 1390. L'emplacement en est inconnu. En 1577, Peder Claussøn Friis a construit une nouvelle église à l'extrémité nord du cimetière actuel. Elle a été utilisée jusqu'en 1792, date à laquelle elle fut démolie. L'église d'aujourd'hui a été construite en 1793.
Dans l'église de Valle se trouve un portrait de Peder Claussøn Friis qui a été exposé au Musée national de l'Art, de l'Architecture et du Design. La peinture et d'autres objets ont été conservés de l'église construite par Peder Claussøn Friis et se trouvent dans l'église actuelle.
Une statue du pasteur, œuvre du sculpteur Gustav Vigeland, se trouve à proximité du presbytère.

## Personnes connues
- Gustav Vigeland, sculpteur
- Emanuel Vigeland, peintre
- Tone Vigeland, orfèvre
- Arne N. Vigeland, sculpteur.

## Galerie

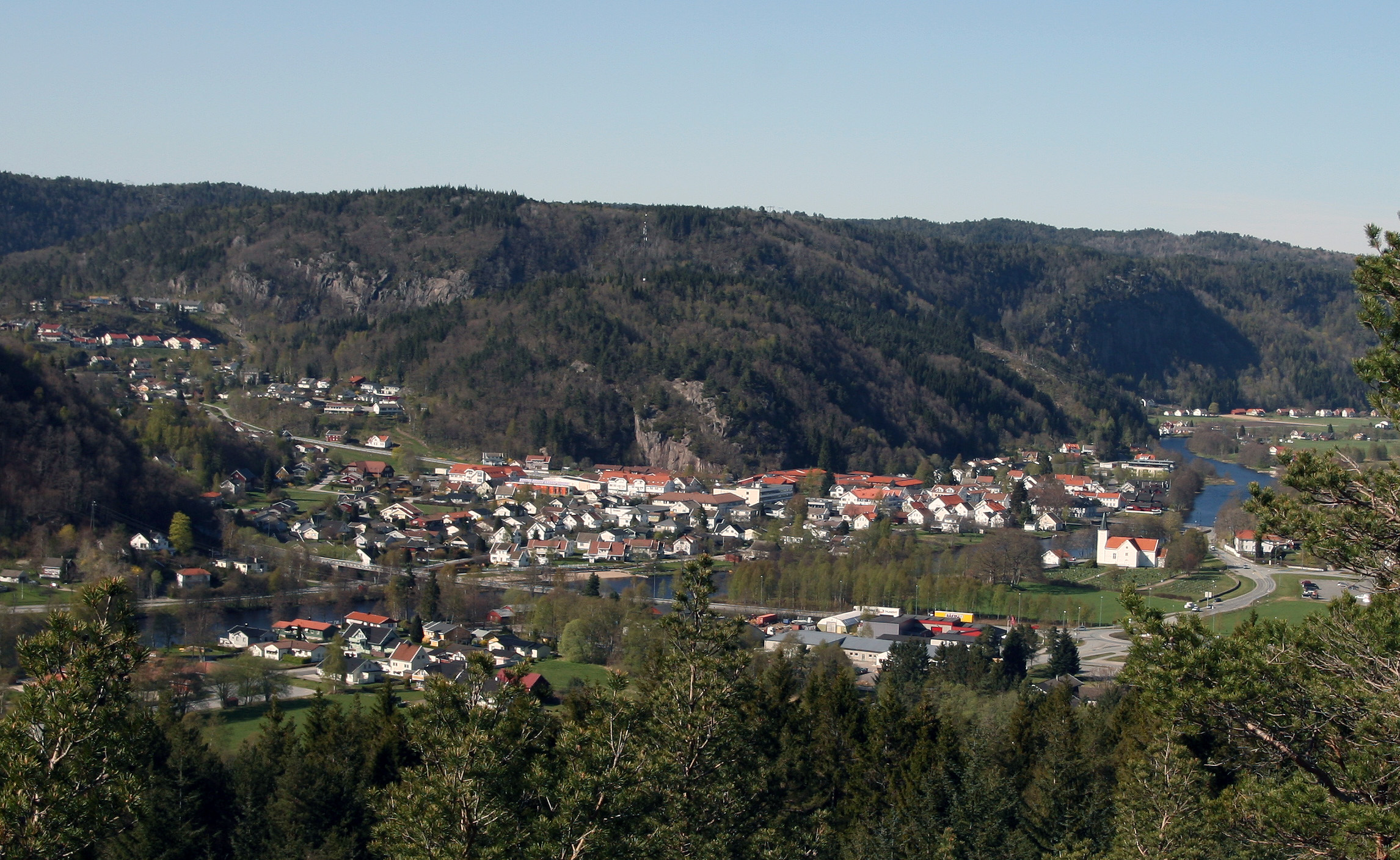
Vue d'ensemble de Vigeland
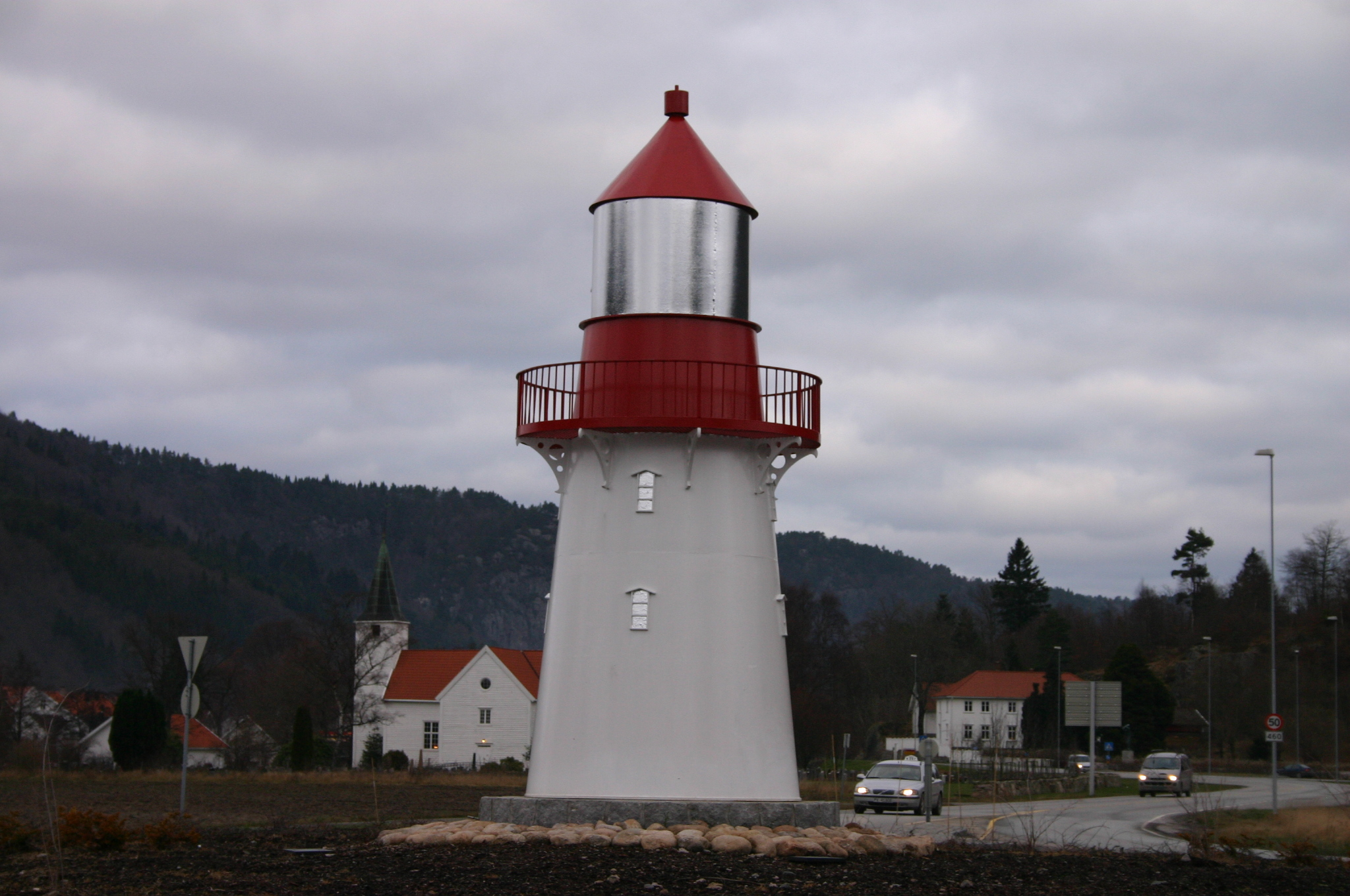
Reproduction du phare de Lindesnes